# رو یون سو
رو یون سو (کره‌ای: 노윤서؛ زادهٔ ۲۵ ژانویه ۲۰۰۰) بازیگر و مدل اهل کره جنوبی است. او به خاطر ایفای نقش در مجموعه‌های تلویزیونی غم‌های ما (۲۰۲۲) و دوره فشرده عاشقانه (۲۰۲۳) شناخته می‌شود.

## تحصیلات
رو یون سو فارغ‌التحصیل دانشگاه زنان اوها در رشتهٔ هنرهای زیبا است. رو در مدرسه ابتدایی جام‌جون، مدرسه راهنمایی دخترانه جونگ‌شین و دبیرستان هنر سون‌هوا تحصیل کرده‌است.

## فیلم‌شناسی

### فیلم
| سال  | عنوان          | نقش    | توضیحات      | منابع |
| ---- | -------------- | ------ | ------------ | ----- |
| ۲۰۲۲ | دختر قرن بیستم | یون دو | فیلم نتفلیکس | [ ۲ ] |

### مجموعه تلویزیونی
| سال  | عنوان              | نقش          | توضیحات | منابع |
| ---- | ------------------ | ------------ | ------- | ----- |
| ۲۰۲۲ | غم‌های ما           | بانگ یونگ جو |         | [ ۳ ] |
| ۲۰۲۳ | دوره فشرده عاشقانه | نام هه یی    |         | [ ۴ ] |

### حضور در موزیک ویدئو
| سال  | نام آهنگ       | آرتیست | منابع |
| ---- | -------------- | ------ | ----- |
| ۲۰۲۲ | «Freak» (괴짜) | زیکو   | [ ۵ ] |

## جوایز و نامزدی‌ها
| مراسم جوایز                                                       | سال  | دسته                                | نامزد / اثر        | نتیجه    | منابع |
| ----------------------------------------------------------------- | ---- | ----------------------------------- | ------------------ | -------- | ----- |
| جوایز ستارگان ای‌پی‌ای‌ان                                            | ۲۰۲۲ | بهترین بازیگر تازه‌کار زن            | غم‌های ما           | نامزدشده | [ ۶ ] |
| جوایز هنری بکسانگ                                                 | ۲۰۲۳ | بهترین بازیگر تازه‌کار زن – تلویزیون | دوره فشرده عاشقانه | برنده    | [ ۷ ] |
| جشنواره فیلم بین‌المللی بوسان به همراه جوایز ستاره آسیایی ماری کلر | ۲۰۲۲ | ستاره در حال پیشرفت                 | غم‌های ما           | برنده    | [ ۸ ] |